# Brains-sur-les-Marches
Brains-sur-les-Marches – miejscowość i gmina we Francji, w regionie Kraj Loary, w departamencie Mayenne.
Według danych na rok 2010 gminę zamieszkiwało 228 osób, a gęstość zaludnienia wynosiła 29 osób/km².